# ناصر الدوسري (سياسي)
ناصر سعد محمد وسمي عبد الله الدوسري (2 نوفمبر 1986 - )؛ نائب سابق في مجلس الأمة الكويتي.

## سيرته
حصل ناصر الدوسري على شهادة بكالوريوس علوم شرطية، شارك في انتخابات مجلس الأمة الكويتي 2016 في الدائرة الخامسة، وحصل على المركز التاسع بعدد أصوات 3,296 صوت وفاز بالانتخابات. كما شارك في إنتخابات مجلس الأمة الكويتي 2020 في الدائرة الخامسة و حصل على المركز الثامن بعدد أصوات 4750 و فاز بالإنتخابات.

## أبرز مواقفه في مجلس الأمة

### مجلس الأمة 2016
| استجواب الوزيرة هند الصبيح (يناير 2018)                  | ضد الاستجواب |
| استجواب الوزير بخيت الرشيدي (2018)                       | ضد الاستجواب |
| استجواب الوزيرة هند الصبيح (مايو 2018)                   | ضد الاستجواب |
| استجواب الوزير خالد الروضان (2019)                       | ضد الاستجواب |
| استجواب الوزير محمد الجبري (2019)                        | ضد الاستجواب |
| استجواب الوزير نايف الحجرف (2019)                        | ضد الاستجواب |
| استجواب الوزير براك الشيتان (2020)                       | امتناع       |
| استجواب الوزير أنس الصالح (أغسطس 2020)                   | ضد الاستجواب |
| استجواب الوزير سعود هلال الحربي (أغسطس 2020)             | مع الاستجواب |
| استجواب الوزير سعود هلال الحربي (سبتمبر 2020)            | مع الاستجواب |
| استجواب الوزير أنس الصالح (سبتمبر 2020)                  | ضد الاستجواب |
| تصويت فتح باب ما يستجد من أعمال (تعديل النظام الانتخابي) | غير موافق    |

### مجلس الأمة 2020
| استجواب الوزير حمد جابر العلي (يناير 2022)    | غير موجود    |
| استجواب الوزير أحمد ناصر الصباح (فبراير 2022) | ضد الاستجواب |
| استجواب الوزير علي حسين الموسى (مارس 2022)    | ضد الاستجواب |